# Peacemaker (série de televisão)
Peacemaker (bra: Pacificador) é uma série de televisão norte-americana criada e escrita por James Gunn para o serviço de streaming HBO Max,  é a primeira série de televisão do DCU e um spin-off do filme The Suicide Squad (2021). A série é baseada no personagem Christopher Smith / Pacificador dos quadrinhos da DC Comics. Ambientada após o filme, a série explora as origens do Pacificador, que acredita em alcançar a paz a qualquer custo. 
É produzida pela Troll Court Entertainment e The Safran Company, em associação com a Warner Bros. Television, com Gunn atuando como showrunner.
John Cena estrela como o personagem-título, reprisando seu papel de O Esquadrão Suicida, com Steve Agee, Danielle Brooks, Robert Patrick, Jennifer Holland, Freddie Stroma e Chukwudi Iwuji também estrelando. 
James Gunn escreveu todos os oito episódios da série enquanto completava o seu trabalho em O Esquadrão Suicida durante a pandemia de COVID-19, antes da HBO Max oficialmente encomendar Peacemaker direto para série em setembro de 2020. As filmagens aconteceram em Vancouver, Canadá, de janeiro a julho de 2021, com Gunn dirigindo cinco episódios.
A primeira temporada de Peacemaker estreou em 13 janeiro de 2022 e consiste de oito episódios. 
A segunda temporada da série foi confirmada pelo próprio James Gunn no dia 16 de fevereiro de 2022, um dia antes de sair o oitavo e último capítulo da primeira temporada na HBO Max.

## Enredo
Ambientado após os eventos de The Suicide Squad (2021), a série explora as origens do Pacificador e suas missões subsequentes.

## Elenco

### Principal
- John Cena como Christopher Smith / Pacificador: Um assassino implacável que acredita em alcançar a paz a qualquer custo. Gunn descreveu o personagem como um "super-herói / supervilão / [o] maior babaca do mundo".[2]
- Steve Agee como John Economos: O diretor da penitenciária de Belle Reve e um assessor de Amanda Waller.[4]
- Danielle Brooks como Leota Adebayo.[5] Gunn a descreveu como uma co-líder da série com uma visão política diferente da visão do Pacificador.[6]
- Robert Patrick como Auggie Smith / Dragão Branco: Pai racista do Pacificador que lhe fornece tecnologia para o ajudar nas missões.[3][7]
- Jennifer Holland como Emilia Harcourt: Uma agente da NSA que é assessora de Amanda Waller.[7]
- Freddie Stroma como Adrian Chase / Vigilante: Um promotor público e combatente do crime que pode se curar rapidamente de ferimentos.[8]
- Chukwudi Iwuji como Clemson Murn.[9]

### Recorrente
- Lochlyn Munro como Larry Fitzgibbon.[9]
- Annie Chang como detetive Sophie Song.[9]
- Christopher Heyerdahl como Capitão Locke.[9]
- Elizabeth Ludlow como Keeya.[10]
- Rizwan Manji como Jamil.[10]
- Nhut Le como Mestre Judoca.[11]
- Alison Araya como Amber: A esposa de Evan.[12]
- Lenny Jacobson como Evan: o marido de Amber.[12]

### Convidados
- Viola Davis como Amanda Waller
- Jason Momoa como Arthur Curry / Aquaman
- Ezra Miller como Barry Allen / Flash

## Episódios
| N.º | Título                                                                               | Dirigido por       | Escrito por | Exibição original       |
| --- | ------------------------------------------------------------------------------------ | ------------------ | ----------- | ----------------------- |
| 1 | "Um Novo Turbilhão (PT/BR)" ""A Whole New Whirled""                                  | James Gunn         | James Gunn  | 13 de janeiro de 2022   |
| Após uma recuperação milagrosa, Pacificador volta para casa — apenas para descobrir que sua liberdade tem um preço. |                                                                                      |                    |             |                         |
| 2 | "Piores Amigos Para Sempre (PT/BR)" ""Best Friends, For Never""                      | James Gunn         | James Gunn  | 13 de janeiro de 2022   |
| Após a fuga perigosa do Pacificador, a tensão e a desconfiança aumentam dentro da equipe. Mais tarde, enquanto o Pacificador lida com sua nova missão, ele recebe uma visita surpresa.                                                       |                                                                                      |                    |             |                         |
| 3 | "Melhor Morto (PT/BR)" ""Better Goff Dead""                                          | James Gunn         | James Gunn  | 13 de janeiro de 2022   |
| Em sua primeira missão oficial para assassinar “borboletas" suspeitas, Economos e Murn se unem, e Pacificador e Harcourt chegam a um entendimento. Mas a tarefa desanda com a chegada do Mestre Judoca.                                      |                                                                                      |                    |             |                         |
| 4 | "A Estrada Mais Paucorrida (PT/BR)" ""The Choad Less Traveled""                      | Jody Hill          | James Gunn  | 20 de janeiro de 2022   |
| Após uma missão mais ou menos bem-sucedida, Murn recruta Vigilante. Enquanto isso, depois de saber que a equipe ajudou a colocar seu pai na prisão, Pacificador confronta seu passado complicado.                                            |                                                                                      |                    |             |                         |
| 5 | "Suave Na Nave (PT/BR)" ""Monkey Dory""                                              | Rosemary Rodriguez | James Gunn  | 27 de janeiro de 2022   |
| A equipe investiga um suposto centro de distribuição de alimentos dos alienígenas e fica cara a cara com uma invasão real. Enquanto isso, a tentativa de Auggie de vender seu filho à polícia é dificultada pelo misterioso contato de Murn. |                                                                                      |                    |             |                         |
| 6 | "Queimurn Depois de Ler (PT/BR)" ""Murn After Reading""                              | James Gunn         | James Gunn  | 3 de fevereiro de 2022  |
| Murn revela seu maior segredo, Auggie é libertado e a prisão desastrada do Pacificador envia o alienígena Goff para um novo hospedeiro inesperado.                                                                                           |                                                                                      |                    |             |                         |
| 7 | "O Que os Olhos Não Veem o Dragão Não Sente (PT/BR)" ""Stop Dragon My Heart Around"" | Brad Anderson      | James Gunn  | 10 de fevereiro de 2022 |
| Enquanto Harcourt (Jennifer Holland), Murn e Adebayo descobrem que estão cercados de forças alienígenas, o Pacificador enfrenta seu pai com a ajuda de Vigilante e Economos.                                                                 |                                                                                      |                    |             |                         |
| 8 | "Chutando o Pau da Bavaca (PT/BR)" ""It's Cow or Never""                             | James Gunn         | James Gunn  | 17 de fevereiro de 2022 |
| Com o Pacificador e Adebayo cara a cara, será que a equipe conseguirá matar a vaca de uma vez por todas? Ou o conflito entre eles dará aos aliens a oportunidade de completar o processo de teleporte?                                       |                                                                                      |                    |             |                         |

## Produção

### Desenvolvimento
[Pacificador] não é uma pessoa malvada, ele é apenas um cara mau. Ele parece meio irrecuperável no filme. Mas acho que há mais nele. Não tivemos a chance de conhecê-lo [em The Suicide Squad] da mesma forma que conhecemos alguns dos outros personagens. E é disso que trata toda a série.

—O criador e showrunner, James Gunn, explica por que queria fazer uma série spin-off sobre o Pacificador.
Enquanto concluía o trabalho em The Suicide Squad (2021) em agosto de 2020, durante o bloqueio devido à pandemia COVID-19, o roteirista e diretor James Gunn começou a escrever uma série televisiva spin-off centrada nas origens do personagem Pacificador, retratado por John Cena no filme. Ele disse que era "mais para se divertir", mas tornou-se uma possibilidade real após a DC Films perguntar a ele se havia um personagem de The Suicide Squad que ele gostaria de fazer um spin-off. O presidente da DC Films, Walter Hamada, explicou que o estúdio estava trabalhando com os cineastas de seu próximo filme para tentar criar séries de televisão interconectadas para o serviço de streaming HBO Max baseadas nos filmes.
A HBO Max encomendou Peacemaker direto para a série em setembro, com Gunn escrevendo todos os oito episódios da primeira temporada e dirigindo cinco deles. Gunn e o produtor de The Suicide Squad, Peter Safran, foram confirmados como produtores executivos, com Cena como co-produtor executivo. A série é produzida pela Gunn's Troll Court Entertainment e The Safran Company em conjunto com a Warner Bros. Television. Em dezembro de 2020, Matt Miller ingressou como produtor executivo adicional. Em agosto de 2021, Gunn disse que queria fazer uma segunda temporada da série e se comprometeu a fazer caso a série fosse renovada pela HBO Max.

### Roteiro
Peacemaker expande o mundo que Gunn construiu para The Suicide Squad, ocorrendo após a cena pós-crédito do filme, que revela que Peacemaker sobreviveu a um ferimento de arma de fogo aparentemente fatal no final do filme. Gunn disse que a série foi uma oportunidade de explorar as questões do mundo atual por meio do personagem-título, e expandir a relação do personagem com seu pai, sugerida no filme. Gunn levou oito semanas para escrever a primeira temporada, usando o tempo que ele tinha de pausa entre seu trabalho em The Suicide Squad e Guardians of the Galaxy Vol. 3 (2023), depois de optar por não fazer uma pausa devido à pandemia. Gunn disse que Peacemaker "não tem barreiras" de maneira semelhante a The Suicide Squad, mas a série é mais realística, mais silenciosa e "um pouco mais sobre a sociedade" do que o filme.

### Elenco
Com a encomenda da série em setembro de 2020, John Cena foi confirmado para reprisar seu papel como Pacificador de The Suicide Squad. No mês seguinte, Steve Agee se juntou à série como John Economos, também voltando do filme. Em novembro, a namorada de Gunn, Jennifer Holland, se juntou à série como sua personagem de The Suicide Squad, Emilia Harcourt, ao lado dos novos membros do elenco Danielle Brooks como Leota Adebayo, Robert Patrick como Auggie Smith e Chris Conrad como Adrian Chase / Vigilante. Chukwudi Iwuji se juntou ao elenco como Clemson Murn em dezembro.
Vários convidados recorrentes foram escalados: Lochlyn Munro como Larry Fitzgibbon, Annie Chang como a detetive Sophie Song e Christopher Heyerdahl como o Capitão Locke. Em fevereiro de 2021, vários outros papéis recorrentes foram escalados: Elizabeth Ludlow como Keeya, Rizwan Manji como Jamil, Nhut Le como Mestre Judoca, e Alison Araya e Lenny Jacobson como o casal Amber e Evan. No final de maio, Freddie Stroma foi escalado para substituir Conrad como Adrian Chase / Vigilante, depois que Conrad deixou a série devido a diferenças criativas.

### Filmagens
No início de novembro de 2020, Gunn chegou ao Canadá para uma quarentena de duas semanas antes de iniciar a produção da série. As filmagens começaram em 15 de janeiro de 2021, em Vancouver, Canadá, sob o título provisório de "The Scriptures", com Michael Bonvillain atuando como diretor de fotografia. Gunn escolheu filmar em Vancouver porque queria que a série se passasse no Noroeste Pacífico e porque a produção seria mais segura, já que o Canadá estava lidando com a pandemia melhor do que os Estados Unidos. Gunn dirigiu cinco episódios da série, com Jody Hill, Rosemary Rodriguez e Brad Anderson, cada um dirigindo um. As filmagens da primeira temporada duraram 131 dias, terminando em 11 de julho.

## Trilha sonora
Em junho de 2021, Gunn revelou que Clint Mansell e Kevin Kiner estavam compondo a trilha sonora da série.

## Lançamento
Peacemaker estreiou no dia 13 janeiro de 2022 na HBO Max, e possui oito episódios.